# Ljubiša Stanković
Ljubiša Stanković (Andrijevica, Crna Gora, 1. lipnja 1960.), bivši rektor bivši Univerziteta Republike Crne Gore, doktorirao u oblasti digitalne obrade signala.

### Školovanje i znanstvena karijera
Osnovnu školu je učio u Murini i Ivangradu (danas Berane).
Elektrotehnički fakultet Univerziteta Crne Gore je diplomirao 1982. godinu, a te iste godine je bio proglašen i za najboljeg studenta u Crnoj Gori. Magistrirao 1984. godine na Elektrotehničkom fakultetu Sveučilišta u Beogradu. Kao dobitnik Fulbrightove stipendije, boravio je školske 1984. i 1985. na Worcester Polytechnic Institutu, u Sjedinjenim Američkim Državama, gdje je položio sve ispite na doktorskim studijma s najvišom ocjenom A i bio izabran za predavača. Doktorirao je 1988. godine u Podgorici. 1996. je primljen u Crnogorsku akademiju nauka i umjestnosti. Dobitnik je "13. julske nagrade" 1997. godine. 
Član je svjetskog udruženja znanstvenika i istaknutih stručnjaka u području elektrotehnike, IEEE od 1991. godine, a od 1996. je u zvanju Senior member IEEE, koje mu je dodijeljeno kao priznanje za profesionalana ostvarenja. Recenzent je u sljedećim časopisima: IEEE Transactions on Signal Processing, IEEE Signal Processing Leters, IEE Proceedings: Vision, Image and Signal Processing, Elsevier Signal Processing, IEEE Transactons on Circuits and Systems.
U razdoblju od 2001. do 2003. znanstveno-istraživački rad grupe na Univerzitetu Crne Gore, kojom rukovodi Stanković, podržan je od strane Volkswagenove fondacije iz Njemačke. Objavio je veliki broj naučnih radova. Preko  150 radova je objavio u vodećim svjetskim časopisima. Radovi su mu citirani oko 7500 puta, sa h indeksom citiranosti 46. 

### U politici
Stanković je bio aktivan i u političkom životu Crne Gore. Bio je predsjednik SSO Crne Gore, član Predsjedništva Crne Gore, predsjednik Socijalističke partije Crne Gore i Saveza reformskih snaga za Crnu Goru, poslanik u Skupštini Crne Gore i poslanik u Skupštini Jugoslavije. 